# مقاطعة هاليفاكس (كارولاينا الشمالية)
مقاطعة هاليفاكس (بالإنجليزية: Halifax County)‏ هي إحدى مقاطعات ولاية كارولاينا الشمالية في الولايات المتحدة الأمريكية. مركز المقاطعة أو مقعدها هي مدينة هاليفاكس. تأسست هذه المقاطعة سنة 1758.أصل هذه المقاطعة يأتي من: مقاطعة إيجكوم.

## أعلام
- ليون روك
- ويليس الستون
- إدوارد جونز
- جون برانش
- جونيوس دانيال
- بنجامين إس. تورنر